# 许昌财
许昌财，中华人民共和国政治人物、外交官。祖籍山东，1966年毕业于北京外国语大学后入外交部工作。曾任中国驻西班牙大使馆政务参赞，外交部西欧司参赞，中国驻巴塞罗那总领事，中国驻赤道几内亚大使。曾为邓小平，李先念，胡耀邦，彭真，荣毅仁等党和国家领导人担任翻译。
2000年，接替陈怀龙担任中华人民共和国驻赤道几内亚大使。2003年，由汪晓源接任。
主要著作有《西班牙通史》，《赤道几内亚简史》，《中国-西班牙》。